# Фалиски

Фалиски между латинянами, этрусками и умбрами

Фалиски (лат. Falisci) — древний италийский народ, живший на севере Лация. Говорили на языке, близком к латыни, однако по культуре древние писатели сближали фалисков с пеласгами (Дионисий Галикарнасский) и этрусками (Страбон), что объясняется их очень ранним вхождением в орбиту этрусского влияния. Центром фалисков был город Фалерия. 
Согласно данным археологии, первоначально культура фалисков была близка к виллановской, в поздних слоях имеются следы торгового взаимодействия с финикийцами и греками. В историческое время стали южной периферией Этрурии. В 241 году до н. э. покорены римлянами и ассимилированы.

## Письменность
В 1860 году иезуит Гарруччи открыл в зоне распространения фалисков целый ряд надписей на языке, родственном латыни. Алфавит использовался латинский, однако слова были написаны справа налево.